# Kahenge

Wahlkreiskarte von Tondoro

Kahenge ist eine Ansiedlung im Wahlkreis Tondoro (ehemals Kahenge) in der Region Kavango-West im Norden Namibias. Kahenge liegt am Grenzfluss Okavango. Die Ansiedlung verfügt über eine kombinierte Grund- und Sekundarschule.
Die Ansiedlung soll, so sieht es der Regionalrat im Jahr 2022 vor, bis 2024 den Status eines Dorfes erhalten.